# Mysanthus uleanus
Mysanthus uleanus är en ärtväxtart som först beskrevs av Hermann August Theodor Harms, och fick sitt nu gällande namn av Gwilym Peter Lewis och Alfonso Delgado Salinas. Mysanthus uleanus ingår i släktet Mysanthus och familjen ärtväxter. Inga underarter finns listade i Catalogue of Life.